# Campionati italiani FISDIR di atletica leggera 2022
I XIV campionati italiani FISDIR di atletica leggera si sono svolti a Molfetta, presso lo Stadio Mario Saverio Cozzoli, tra il 5 e il 6 giugno 2022.
Sono stati assegnati vari titoli italiani in altrettante specialità e sono anche stati stabiliti dei nuovi record nazionali, della Federazione FISDIR.

## Nuovi record nazionali

### Femminili
| Specialità                       | Prestazione      | Atleta                                                    | Società                           |
| -------------------------------- | ---------------- | --------------------------------------------------------- | --------------------------------- |
| 100m C21                         | 15"29            | Chiara Zeni                                               | OSHA Como                         |
| 200m C21                         | 32"41            | Chiara Zeni                                               | OSHA Como                         |
| 400m T20                         | 1'06"45          | Agnese Spotorno                                           | Cambiaso Risso for Special Genova |
| Staffetta 4×100 metri C21 (club) | 1'29"27          | Angela Muffato, Agnese Cuogo, Alice Sorato, Alice Beccari | Sorriso Riviera Onlus             |
| Salto triplo T20                 | 7,05m (+1,6 m/s) | Serena Bettin                                             | Trevisatletica                    |

### Maschili
| Specialità                            | Prestazione      | Atleta                                                                 | Società                            |
| ------------------------------------- | ---------------- | ---------------------------------------------------------------------- | ---------------------------------- |
| Staffetta 4×100 metri C21 (nazionale) | 59"77            | Luca Mancioli, Federico Giannini, Tiziano Capitani, Andrea Piacentini  | Italia                             |
| Staffetta 4×400 metri C21 (club)      | 6'01"33          | Alessandro Masiero, Michele Zugno, Roberto Casarin, Giovanni Zaramella | ASPEA Padova                       |
| 110m ostacoli T20                     | 18"17 (+1,6 m/s) | Andrea Mattone                                                         | ASC Anthropos Civitanova           |
| Salto in alto T20                     | 1,63m            | Salvatore Bianca                                                       | ASC Anthropos Civitanova           |
| Peso C21                              | 10,43m           | Daniel Gerini                                                          | Associazione Polisportiva Fabriano |
| Eptathlon TF20                        | 3019 p.ti        | Andrea Mattone                                                         | ASC Anthropos Civitanova           |